# Temporada 1992-93 de los Seattle SuperSonics
La temporada 1992-93 fue la vigesimosexta de los Seattle SuperSonics en la NBA. La temporada regular acabó con 55 victorias y 27 derrotas, ocupando el tercer puesto de la conferencia Oeste, clasificándose para los playoffs, en los que cayeron en las finales de conferencia ante los Phoenix Suns.

## Elecciones en elDraft
| Ronda | Puesto | Jugador       | Posición | Nacionalidad   | Universidad/Club |
| ----- | ------ | ------------- | -------- | -------------- | ---------------- |
| 1     | 17     | Doug Christie | Escolta  | Estados Unidos | Pepperdine       |
| 2     | 45     | Chris King    | Alero    | Estados Unidos | Wake Forest      |

## Temporada regular
| División Pacífico        | División Pacífico | División Pacífico | División Pacífico | División Pacífico | División Pacífico | División Pacífico | División Pacífico | División Pacífico |
| Equipo                   | G                 | P                 | %                 | PD                | Casa              | Fuera             | Div               |                   |
| ------------------------ | ----------------- | ----------------- | ----------------- | ----------------- | ----------------- | ----------------- | ----------------- | ----------------- |
| y-Phoenix Suns           | 62                | 20                | .756              | —                 | 35–6              | 27–14             | 21–9              |                   |
| x-Seattle SuperSonics    | 55                | 27                | .671              | 7                 | 33–8              | 22–19             | 22–8              |                   |
| x-Portland Trail Blazers | 51                | 31                | .622              | 11                | 30–11             | 21–20             | 19–11             |                   |
| x-Los Angeles Clippers   | 41                | 41                | .500              | 21                | 27–14             | 14–27             | 15–15             |                   |
| x-Los Angeles Lakers     | 39                | 43                | .476              | 23                | 20–21             | 19–22             | 13–17             |                   |
| Golden State Warriors    | 34                | 48                | .415              | 28                | 19–22             | 15–26             | 9–21              |                   |
| Sacramento Kings         | 25                | 57                | .305              | 37                | 16–25             | 9–32              | 6–24              |                   |

## Playoffs

### Primera ronda
Seattle SuperSonics vs. Utah Jazz 
| Fecha       | Partido                                 | Ciudad         |
| ----------- | --------------------------------------- | -------------- |
| 30 de abril | Seattle SuperSonics 99, Utah Jazz 85    | Seattle        |
| 2 de mayo   | Seattle SuperSonics 85, Utah Jazz 89    | Seattle        |
| 4 de mayo   | Utah Jazz 90, Seattle SuperSonics 80    | Salt Lake City |
| 6 de mayo   | Utah Jazz 80, Seattle SuperSonics 93    | Salt Lake City |
| 8 de mayo   | Seattle SuperSonics 100, Utah Jazz 92   | Seattle        |
|             | Seattle SuperSonics gana las series 3-2 |                |

### Semifinales de Conferencia
Seattle SuperSonics vs. Houston Rockets 
| Fecha      | Partido                                      | Ciudad  |
| ---------- | -------------------------------------------- | ------- |
| 10 de mayo | Seattle SuperSonics 99, Houston Rockets 90   | Seattle |
| 12 de mayo | Seattle SuperSonics 111, Houston Rockets 100 | Seattle |
| 15 de mayo | Houston Rockets 97, Seattle SuperSonics 79   | Houston |
| 16 de mayo | Houston Rockets 103, Seattle SuperSonics 92  | Houston |
| 18 de mayo | Seattle SuperSonics 120, Houston Rockets 95  | Seattle |
| 20 de mayo | Houston Rockets 103, Seattle SuperSonics 90  | Houston |
| 22 de mayo | Seattle SuperSonics 103, Houston Rockets 100 | Seattle |
|            | Seattle SuperSonics gana las series 4-3      |         |

### Finales de Conferencia
Phoenix Suns vs. Seattle SuperSonics 
| Fecha      | Partido                                   | Ciudad  |
| ---------- | ----------------------------------------- | ------- |
| 24 de mayo | Phoenix Suns 105, Seattle SuperSonics 91  | Phoenix |
| 26 de mayo | Phoenix Suns 99, Seattle SuperSonics 103  | Phoenix |
| 28 de mayo | Seattle SuperSonics 97, Phoenix Suns 104  | Seattle |
| 30 de mayo | Seattle SuperSonics 120, Phoenix Suns 101 | Seattle |
| 1 de junio | Phoenix Suns 120, Seattle SuperSonics 114 | Phoenix |
| 3 de junio | Seattle SuperSonics 118, Phoenix Suns 102 | Seattle |
| 5 de junio | Phoenix Suns 123, Seattle SuperSonics 110 | Phoenix |
|            | Phoenix Suns gana las series 4-3          |         |

## Estadísticas

### Temporada regular
| Rk | Jugador         | Edad | P  | PT | MP   | TC  | TCI  | %TC  | T3  | T3I | %T3  | TL  | TLI | %TL   | RO  | RD  | RT   | AS  | RB  | TAP | BP  | FP  | PTS  |
| -- | --------------- | ---- | -- | -- | ---- | --- | ---- | ---- | --- | --- | ---- | --- | --- | ----- | --- | --- | ---- | --- | --- | --- | --- | --- | ---- |
| 1  | Shawn Kemp      | 23   | 78 | 68 | 33.1 | 6.6 | 13.4 | .492 | 0.0 | 0.1 | .000 | 4.6 | 6.4 | .712  | 3.7 | 7.0 | 10.7 | 2.0 | 1.5 | 1.9 | 2.8 | 4.2 | 17.8 |
| 2  | Derrick McKey   | 26   | 77 | 68 | 31.7 | 5.0 | 10.1 | .496 | 0.5 | 1.5 | .357 | 2.9 | 3.9 | .741  | 1.6 | 2.7 | 4.2  | 2.6 | 1.4 | 0.8 | 2.0 | 2.7 | 13.4 |
| 3  | Gary Payton     | 24   | 82 | 78 | 31.1 | 5.8 | 11.7 | .494 | 0.1 | 0.4 | .206 | 1.8 | 2.4 | .770  | 1.2 | 2.3 | 3.4  | 4.9 | 2.2 | 0.3 | 1.8 | 3.0 | 13.5 |
| 4  | Ricky Pierce    | 33   | 77 | 72 | 28.8 | 6.8 | 13.9 | .489 | 0.5 | 1.5 | .372 | 4.1 | 4.6 | .889  | 0.8 | 1.7 | 2.5  | 2.9 | 1.3 | 0.1 | 2.1 | 2.2 | 18.2 |
| 5  | Nate McMillan   | 28   | 73 | 25 | 27.1 | 2.9 | 6.3  | .464 | 0.3 | 0.9 | .385 | 1.3 | 1.8 | .709  | 1.2 | 3.0 | 4.2  | 5.3 | 2.4 | 0.5 | 1.9 | 3.3 | 7.5  |
| 6  | Michael Cage    | 31   | 82 | 66 | 26.3 | 2.7 | 5.1  | .526 | 0.0 | 0.0 | .000 | 0.7 | 1.6 | .469  | 3.3 | 4.8 | 8.0  | 0.8 | 0.9 | 0.6 | 0.7 | 2.2 | 6.1  |
| 7  | Sam Perkins     | 31   | 30 | 13 | 25.4 | 4.6 | 9.1  | .511 | 0.6 | 1.4 | .452 | 2.2 | 2.8 | .795  | 1.7 | 3.1 | 4.8  | 0.9 | 0.7 | 1.0 | 1.1 | 2.9 | 12.1 |
| 8  | Eddie Johnson   | 33   | 82 | 0  | 22.8 | 5.6 | 12.1 | .467 | 0.2 | 0.7 | .304 | 2.9 | 3.1 | .911  | 1.5 | 1.8 | 3.3  | 1.6 | 0.4 | 0.0 | 1.6 | 2.1 | 14.4 |
| 9  | Dana Barros     | 25   | 69 | 2  | 18.0 | 3.1 | 6.9  | .451 | 0.9 | 2.4 | .379 | 0.7 | 0.9 | .831  | 0.3 | 1.3 | 1.6  | 2.2 | 0.9 | 0.0 | 0.8 | 1.1 | 7.8  |
| 10 | Vincent Askew   | 26   | 64 | 4  | 16.5 | 2.3 | 4.6  | .493 | 0.0 | 0.1 | .333 | 1.5 | 2.1 | .701  | 0.9 | 1.5 | 2.3  | 1.8 | 0.6 | 0.3 | 1.0 | 1.9 | 6.0  |
| 11 | Benoit Benjamin | 28   | 31 | 6  | 14.5 | 2.6 | 5.3  | .497 | 0.0 | 0.0 |      | 1.5 | 2.2 | .701  | 0.9 | 2.8 | 3.6  | 0.4 | 0.5 | 1.1 | 1.4 | 2.4 | 6.7  |
| 12 | Gerald Paddio   | 27   | 41 | 3  | 7.5  | 1.7 | 3.9  | .447 | 0.0 | 0.2 | .250 | 0.3 | 0.5 | .667  | 0.4 | 0.8 | 1.2  | 0.8 | 0.3 | 0.1 | 0.4 | 0.6 | 3.9  |
| 13 | Steve Scheffler | 25   | 29 | 5  | 5.7  | 0.9 | 1.7  | .521 | 0.0 | 0.0 |      | 0.6 | 0.8 | .667  | 0.5 | 0.7 | 1.2  | 0.2 | 0.2 | 0.0 | 0.2 | 1.3 | 2.3  |
| 14 | Rich King       | 23   | 3  | 0  | 4.0  | 0.7 | 1.7  | .400 | 0.0 | 0.0 |      | 0.7 | 0.7 | 1.000 | 0.3 | 1.3 | 1.7  | 0.3 | 0.0 | 0.0 | 1.0 | 0.3 | 2.0  |

### Playoffs
| Rk | Jugador         | Edad | P  | PT | MP   | TC  | TCI  | %TC  | T3  | T3I | %T3  | TL  | TLI | %TL   | RO  | RD  | RT   | AS  | RB  | TAP | BP  | FP  | PTS  |
| -- | --------------- | ---- | -- | -- | ---- | --- | ---- | ---- | --- | --- | ---- | --- | --- | ----- | --- | --- | ---- | --- | --- | --- | --- | --- | ---- |
| 1  | Shawn Kemp      | 23   | 19 | 19 | 34.9 | 5.8 | 11.3 | .512 | 0.0 | 0.0 |      | 4.9 | 6.1 | .809  | 4.2 | 5.8 | 10.0 | 2.6 | 1.5 | 2.1 | 2.8 | 4.1 | 16.5 |
| 2  | Derrick McKey   | 26   | 19 | 17 | 34.1 | 4.4 | 8.3  | .525 | 0.1 | 0.3 | .400 | 2.4 | 3.6 | .667  | 2.7 | 2.5 | 5.2  | 3.7 | 0.6 | 0.9 | 1.9 | 2.7 | 11.3 |
| 3  | Sam Perkins     | 31   | 19 | 17 | 32.9 | 5.2 | 11.8 | .436 | 1.6 | 4.2 | .380 | 2.5 | 2.9 | .873  | 1.7 | 5.3 | 7.0  | 1.9 | 1.0 | 1.3 | 1.1 | 2.9 | 14.4 |
| 4  | Gary Payton     | 24   | 19 | 19 | 31.8 | 5.5 | 12.4 | .443 | 0.1 | 0.3 | .167 | 1.3 | 1.9 | .676  | 1.2 | 2.2 | 3.3  | 3.7 | 1.8 | 0.2 | 1.8 | 3.4 | 12.3 |
| 5  | Ricky Pierce    | 33   | 19 | 19 | 30.4 | 6.5 | 14.2 | .456 | 0.6 | 1.6 | .400 | 4.2 | 4.6 | .898  | 0.9 | 1.5 | 2.4  | 2.2 | 0.6 | 0.2 | 1.5 | 2.1 | 17.7 |
| 6  | Nate McMillan   | 28   | 19 | 2  | 21.8 | 1.8 | 5.4  | .340 | 0.3 | 1.3 | .208 | 0.8 | 1.6 | .533  | 1.1 | 2.4 | 3.5  | 5.4 | 2.1 | 0.6 | 1.3 | 2.8 | 4.8  |
| 7  | Eddie Johnson   | 33   | 19 | 0  | 20.1 | 4.3 | 11.1 | .390 | 0.6 | 1.9 | .333 | 1.5 | 1.6 | .935  | 0.9 | 1.5 | 2.4  | 0.9 | 0.2 | 0.1 | 1.0 | 2.3 | 10.8 |
| 8  | Michael Cage    | 31   | 19 | 2  | 19.9 | 2.2 | 4.2  | .525 | 0.0 | 0.0 |      | 0.4 | 0.9 | .389  | 2.5 | 3.4 | 5.8  | 0.5 | 0.7 | 0.4 | 0.8 | 2.3 | 4.8  |
| 9  | Vincent Askew   | 26   | 12 | 0  | 8.6  | 1.9 | 3.4  | .561 | 0.0 | 0.0 |      | 1.3 | 1.9 | .696  | 0.8 | 0.8 | 1.6  | 0.8 | 0.1 | 0.1 | 0.6 | 1.0 | 5.2  |
| 10 | Dana Barros     | 25   | 16 | 0  | 8.5  | 1.4 | 2.9  | .468 | 0.3 | 1.0 | .313 | 0.4 | 0.5 | .750  | 0.0 | 0.8 | 0.8  | 0.8 | 0.3 | 0.0 | 0.5 | 0.4 | 3.4  |
| 11 | Gerald Paddio   | 27   | 9  | 0  | 3.3  | 0.8 | 1.6  | .500 | 0.0 | 0.1 | .000 | 0.0 | 0.0 |       | 0.1 | 0.2 | 0.3  | 0.4 | 0.2 | 0.1 | 0.2 | 0.1 | 1.6  |
| 12 | Steve Scheffler | 25   | 9  | 0  | 2.4  | 0.6 | 1.1  | .500 | 0.0 | 0.0 |      | 0.4 | 0.4 | 1.000 | 0.7 | 0.4 | 1.1  | 0.1 | 0.2 | 0.0 | 0.0 | 0.1 | 1.6  |

## Galardones y récords
| Jugador    | Galardón |
| Shawn Kemp | All-Star |